# Hüseyinli, Pamukova
Hüseyinli là một xã thuộc huyện Pamukova, tỉnh Sakarya, Thổ Nhĩ Kỳ. Dân số thời điểm năm 2008 là 230 người.